# Marco Ramkilde
Marco Harboe Ramkilde (Aalborg, 9 maggio 1998) è un calciatore danese, attaccante dell'AB.

## Carriera

### Club
Ramkilde è cresciuto nel settore giovanile dell'Aalborg dove ha debuttato il 29 maggio 2016 nell'incontro di Superligaen perso 3-2 contro l'Odense. Al termine della stagione 2018-2019 è rimasto svincolato ed il 17 marzo 2020 ha firmato un contratto di 18 mesi con il QPR, in seguito esteso fino al 2022. Ha debuttato con gli inglesi il 22 luglio nell'incontro di Championship pareggiato 2-2 contro il West Bromwich. Nel maggio del 2022 è rimasto svincolato ed il 28 settembre ha fatto ritorno all'Aalborg. Il 18 ottobre ha segnato il primo gol in carriera in DBUs Landspokalturnering contro il Vanløse.
Il 5 luglio 2023 è passato in prestito al Hvidovre per una stagione.

### Nazionale
Ha giocato con le nazionali giovanili danesi Under-16, Under-17, Under-18 ed Under-19.

## Statistiche

### Presenze e reti nei club
Statistiche aggiornate al 2 marzo 2024.
| Stagione        | Squadra         | Campionato      | Campionato | Campionato | Coppe nazionali | Coppe nazionali | Coppe nazionali | Coppe continentali | Coppe continentali | Coppe continentali | Altre coppe | Altre coppe | Altre coppe | Totale | Totale | Totale |
| Stagione        | Squadra         | Comp            | Pres       | Reti       | Comp            | Pres            | Reti            | Comp               | Pres               | Reti               | Comp        | Pres        | Reti        | Pres   | Reti   |        |
| --------------- | --------------- | --------------- | ---------- | ---------- | --------------- | --------------- | --------------- | ------------------ | ------------------ | ------------------ | ----------- | ----------- | ----------- | ------ | ------ | ------ |
| 2015-2016       | Aalborg         | SL              | 1          | 0          | CD              | 0               | 0               |                    | -                  | -                  |             | -           | -           | 1      | 0      |        |
| 2016-2017       | Aalborg         | SL              | 3          | 0          | CD              | 1               | 0               |                    | -                  | -                  |             | -           | -           | 4      | 0      |        |
| 2017-2018       | Aalborg         | SL              | 0          | 0          | CD              | 0               | 0               |                    | -                  | -                  |             | -           | -           | 0      | 0      |        |
| 2018-2019       | Aalborg         | SL              | 0          | 0          | CD              | 0               | 0               |                    | -                  | -                  |             | -           | -           | 0      | 0      |        |
| mar.-giu. 2020  | QPR             | FLC             | 1          | 0          | FACup+CdL       | 0               | 0               |                    | -                  | -                  |             | -           | -           | 1      | 0      |        |
| 2020-2021       | QPR             | FLC             | 0          | 0          | FACup+CdL       | 0               | 0               |                    | -                  | -                  |             | -           | -           | 0      | 0      |        |
| 2021-2022       | QPR             | FLC             | 0          | 0          | FACup+CdL       | 0               | 0               |                    | -                  | -                  |             | -           | -           | 0      | 0      |        |
| 2022-2023       | Aalborg         | SL              | 20         | 2          | CD              | 5               | 1               |                    | -                  | -                  |             | -           | -           | 25     | 3      |        |
| 2023-2024       | Hvidovre        | SL              | 4          | 0          | CD              | 0               | 0               |                    | -                  | -                  |             | -           | -           | 4      | 0      |        |
| Totale carriera | Totale carriera | Totale carriera | 29         | 2          |                 | 6               | 1               |                    | -                  | -                  |             | -           | -           | 35     | 3      |        |